# Знаменське (Казахстан)
Зна́менське (каз. Знаменское) — село у складі Кизилжарського району Північноказахстанської області Казахстану. Адміністративний центр Світлопольського сільського округу.
До 16 серпня 1971 року село називалось Гриньовка.
Населення — 933 особи (2021; 948 у 2009, 1053 у 1999, 1303 у 1989).
Національний склад станом на 1989 рік:
- росіяни — 59 %
- німці — 24 %.